# Familie de limbi
Majoritatea limbilor sunt grupate de către lingviști în familii. O familie de limbi este definită ca având unitate genetică, ceea ce înseamnă că toate limbile membre derivă dintr-un strămoș comun, care este cunoscut doar rareori, deoarece majoritatea limbilor au o istorie scrisă relativ scurtă. Este posibil totuși să recuperăm multe dintre trăsăturile strămoșului comun prin aplicarea unor metode de reconstituire.
Familiile de limbi pot fi impărțite în unități mai mici, cunoscute sub numele de ramuri (deoarece istoria familiilor limbilor este deseori reprezentată printr-o diagramă sub formă de arbore).
Strămoșul comun al unei familii se numește "protolimbă". De exemplu, protolimba familiei limbilor indo-europene este numită Limba proto-indo-europeană. Uneori însă dintr-o limbă cunoscută (cum este limba latină), au luat naștere alte limbi (Limbi romanice).

## Europa, Asia de nord, vest și sud
- Limbi indo-europene

- Limbi caucaziene

- Limbi uralo-altaice
  - Limbi altaice
  - Limbi uralice
    - Limbi fino-ugrice
    - Limbi samoedice

- Limbi elamo-dravidiene

- Limbi paleosiberiene

## Africa și Asia de sud-vest
- Limbi afro-asiatice (hamito-semitice)

- Limbi nigero-congoleze

- Limbi nilo-sahariene

- Limbi khoisan

## Asia de est și sud-est, Australia și Oceania
- Limbi sino-tibetane

- Limbi austroasiatice

- Limbi austroneziene
  - Limbi malaio-polineziene

- Limbi australiene aborigene (mai multe familii neînrudite)
  - Limbi pama-nyungan

- Limbi tai

## America
- Limbi amerindiene
  - Limbi quechua
  - Limbi eschimo-aleute

## Creole din toată lumea
- Limbi creole, Limbi pidgin
  - Jargonul chinook
  - Creola hawaiiană
  - Creola haitiană
  - Limbi tok pisin

Limbile care nu aparțin nici unei familii se numesc limbi izolate.
Există de asemenea și limbi artificiale.